# Ingeborg Seitz
Ingeborg Seitz (* 18. Mai 1924 in Magdeburg; † 25. Oktober 2006 in Braunschweig) war eine hessische Politikerin (CDU) und Abgeordnete des Hessischen Landtags.

## Ausbildung und Beruf
Nach dem Abitur 1942 in Dramburg studierte Ingeborg Seitz bis 1944 Philologie in Jena. Nach Kriegsende machte sie eine Ausbildung als Lehrerin und legt 1950 das erste und 1953 das zweite Staatsexamen ab. Danach arbeitete sie als Lehrerin und Beraterin an verschiedenen Landwirtschaftsschulen in Hessen ab 1953 bis 1970, zuletzt war sie Leiterin der Abteilung Hauswirtschaft in Reichelsheim.

## Politik
Ingeborg Seitz war seit 1968 Mitglied der CDU. Sie war in der CDU in einer Vielzahl von Führungsämtern tätig, darunter über zehn Jahre als stellvertretende Bezirksvorsitzende der CDU Südhessen.
Ein Schwerpunkt ihrer politischen Arbeit war die Frauen-Union. Von 1972 bis 1992 war sie Mitglied des Landesvorstands und des Bundesvorstands, davon zehn Jahre Landesvorsitzende. Nach dem Ausscheiden aus dem Amt wurde sie zur Ehrenvorsitzenden der Frauen Union Hessen gewählt.
Für die CDU war sie von 1968 bis 1992 Mitglied der CDU-Kreistagsfraktion des Odenwaldkreises, die sie von 1972 bis 1982 als Vorsitzender leitete. In den Jahren 1982 bis 1992 war sie stellvertretende Kreistagsvorsitzende.
Am 1. Dezember 1970 wurde sie in den Hessischen Landtag gewählt und nahm dieses Mandat über 5 Wahlperioden und 17 Jahre lang bis zum 17. Februar 1987 wahr. Sie war im Landtag Mitglied im Landwirtschafts- und Petitionsausschuss sowie im kulturpolitischen Arbeitskreis. Neun Jahre war sie Vorsitzende im Petitionsausschuss.
1974, 1979 und 1984 war sie Mitglied der Bundesversammlung.

## Sonstige Ämter
Ingeborg Seitz war langjährig im Landfrauenverband aktiv. Von 1961 bis 1980 war sie Mitglied des Bezirksvorstandes Reichelsheim. Seit 1978 war sie außerdem Mitglied des Vorstandes der Verbraucherzentrale Hessen. 

## Ehrungen
Ingeborg Seitz wurde mit der Ehrenplakette des Odenwaldkreises in Bronze und Gold und dem Bundesverdienstkreuz am Bande und Erster Klasse ausgezeichnet.